# قرية مامارونيك (نيويورك)
قرية مامارونيك (بالإنجليزية: Mamaroneck (village), New York)‏ هي منطقة سكنية تقع في الولايات المتحدة في مقاطعة ويستتشستر، نيويورك. يقدر عدد سكانها بـ 18,929 نسمة ومساحتها 17.3 كم2 وترتفع عن سطح البحر 0 متر.

## التركيبة السكانية
حدّد مكتب تعداد الولايات المتحدة بيانات التركيبة السكانية لقرية مامارونيك في تعداد الولايات المتحدة. في ما يلي، التركيبة السكانية حسب تعدادي 2000 و2010.

### تعداد عام 2000
بلغ عدد سكان قرية مامارونيك 18,752 نسمة بحسب تعداد عام 2000، وبلغ عدد الأسر 7,096 أسرة وعدد العائلات 4,876 عائلة مقيمة في القرية. في حين سجلت الكثافة السكانية 1,094.7 نسمة لكل كيلومتر مربع (2,835.3/ميل2). وبلغ عدد الوحدات السكنية 7,353 وحدة بمتوسط كثافة قدره 429.2 لكل كيلومتر مربع (1,111.6/ميل2).
وتوزع التركيب العرقي للقرية بنسبة 84.57% من البيض و4.15% من الأمريكيين الأفارقة و0.25% من الأمريكيين الأصليين و3.52% من الأمريكيين ذوي الأصول الآسيوية و0.06% من سكان جزر المحيط الهادئ و4.85% من الأعراق الأخرى و2.60% من عرقين مختلطين أو أكثر و17.51% من الهسبانيون أو اللاتينيون من أي عرق.
بلغ عدد الأسر 7,096 أسرة كانت نسبة 34.2% منها لديها أطفال تحت سن الثامنة عشر تعيش معهم، وبلغت نسبة الأزواج القاطنين مع بعضهم البعض 55.2% من أصل المجموع الكلي للأسر، ونسبة 9.9% من الأسر كان لديها معيلات من الإناث دون وجود شريك، بينما كانت نسبة 3.7% من الأسر لديها معيلون من الذكور دون وجود شريكة وكانت نسبة 31.3% من غير العائلات. تألفت نسبة 26.6% من أصل جميع الأسر من عدة أفراد يعيشون في نفس المنزل ونسبة 10.5% كانت تتألف من شخص يعيش بمفرده يبلغ من العمر 65 عاماً أو أكثر. وبلغ متوسط حجم الأسرة المعيشية 2.60، أما متوسط حجم العائلات فبلغ 3.14.
بلغ العمر الوسطي للسكان 38.1 عاماً. وكانت نسبة 23.2% من القاطنين تحت سن الثامنة عشر، وكانت نسبة 6.5% بين الثامنة عشر والرابعة والعشرين عاماً، ونسبة 32% كانت واقعةً في الفئة العمرية ما بين الخامسة والعشرين والرابعة والأربعين عاماً، ونسبة 22.1% كانت ما بين الخامسة والأربعين والرابعة والستين، ونسبة 14.5% كانت ضمن فئة الخامسة والستين عاماً فما فوق. يوجد لكل 100 أنثى 93.7 ذكر، ويوجد لكل 100 أنثى في الثامنة عشر من عمرها فما فوق 90.2 ذكر.
بلغ متوسط دخل الأسرة في القرية 62,510 دولارًا، أما متوسط دخل العائلة فبلغ 75,093 دولارًا. وكان متوسط دخل الذكور 52,103 دولارًا مقابل 40,186 دولارًا للإناث. وسجل دخل الفرد الخاص بالقرية 36,926 دولارًا. وكانت نسبة 4.2% من العائلات ونسبة 6.9% من السكان تحت خط الفقر، وكان من هؤلاء نسبة 6.7% تحت سن الثامنة عشر ونسبة 9% في الخامسة والستين من العمر وما فوق.

### تعداد عام 2010
بلغ عدد سكان قرية مامارونيك 18,929 نسمة بحسب تعداد عام 2010، وبلغ عدد الأسر 6,998 أسرة وعدد العائلات 4,707 عائلة مقيمة في القرية. في حين سجلت الكثافة السكانية 1,105 نسمة لكل كيلومتر مربع (2,861.9/ميل2). وبلغ عدد الوحدات السكنية 7,512 وحدة بمتوسط كثافة قدره 438.5 لكل كيلومتر مربع (1,135.7/ميل2).
وتوزع التركيب العرقي للقرية بنسبة 76.77% من البيض و4.05% من الأمريكيين الأفارقة و0.26% من الأمريكيين الأصليين و4.89% من الأمريكيين ذوي الأصول الآسيوية و0.06% من سكان جزر المحيط الهادئ و10.89% من الأعراق الأخرى و3.07% من عرقين مختلطين أو أكثر و24.31% من الهسبانيون أو اللاتينيون من أي عرق.
بلغ عدد الأسر 6,998 أسرة كانت نسبة 35.7% منها لديها أطفال تحت سن الثامنة عشر تعيش معهم، وبلغت نسبة الأزواج القاطنين مع بعضهم البعض 52.5% من أصل المجموع الكلي للأسر، ونسبة 10.4% من الأسر كان لديها معيلات من الإناث دون وجود شريك، بينما كانت نسبة 4.4% من الأسر لديها معيلون من الذكور دون وجود شريكة وكانت نسبة 32.7% من غير العائلات. تألفت نسبة 27.7% من أصل جميع الأسر من عدة أفراد يعيشون في نفس المنزل ونسبة 11.5% كانت تتألف من شخص يعيش بمفرده يبلغ من العمر 65 عاماً أو أكثر. وبلغ متوسط حجم الأسرة المعيشية 2.65، أما متوسط حجم العائلات فبلغ 3.23.
بلغ العمر الوسطي للسكان 40.0 عاماً. وكانت نسبة 24.1% من القاطنين تحت سن الثامنة عشر، وكانت نسبة 7.1% بين الثامنة عشر والرابعة والعشرين عاماً، ونسبة 27.3% كانت واقعةً في الفئة العمرية ما بين الخامسة والعشرين والرابعة والأربعين عاماً، ونسبة 26.3% كانت ما بين الخامسة والأربعين والرابعة والستين، ونسبة 15.1% كانت ضمن فئة الخامسة والستين عاماً فما فوق. وتوزع التركيب الجنسي للسكان بنسبة 48.7% ذكور و51.3% إناث.

## أعلام
- غاري يونغ